# Switch (naked apeの漫画)
『switch』（スイッチ）は、naked apeによる日本の漫画作品。当初は『月刊ステンシル』（スクウェア・エニックス）に連載されていたが、休刊に伴い『月刊Gファンタジー』へ移行し、2008年11月号で連載を終了した。
"switch"と呼ばれる幻のドラッグをめぐり、新人の麻薬取締官2人が東京都目黒区を中心に繰り広げるスタイリッシュ・アクション。
2008年12月現在、単行本がガンガンファンタジーコミックス（スクウェア・エニックス刊）より13巻（完結）と画集が刊行され、またフロンティアワークスからドラマCD3枚と主要キャラクター4人のイメージソングCDが出ている。また、2008年にはOVAが発売されている。
2013年7月現在、単行本コミックスの新装版がIDコミックス ZERO-SUMコミックス（一迅社刊）より全7巻刊行。
続編『switch the volume on Dragon Fruit』（雑誌連載時は『switch』のまま）が『コミックZERO-SUM』（一迅社刊）2013年3月号より開始され、2014年4月号で完結した。単行本はIDコミックス ZERO-SUMコミックス（一迅社刊）より全2巻。

## あらすじ
関東信越厚生局麻薬取締部の新人捜査官、衛藤快（カイ）と倉林春（ハル）は、個性的な上司や同僚とともに、麻薬中毒者や密売組織の摘発、検挙に携わっている。彼ら麻薬取締官（通称「麻取」・「麻薬Gメン」）は、薬物犯罪に関しては逮捕や家宅捜索など、警察とほぼ同等の権限を持つ。加えて警察にはできない「麻取の専売特許」であるおとり捜査や、身分を偽っての潜入捜査などを駆使して、時には危険に身をさらしながら犯罪者たちを追い詰める。
一度は日本から撤退した中国の密売組織龍玄が、再び国内で活動を始めた。捜査を進めるうちに、やがて"switch"という単語が浮かび上がってくる。それは16年前、捜査線上に浮かんだ関係者に次々と死をもたらし、ついには捜査官の命までも奪ったうえ、一切の捜査資料とともに忽然と消えた「幻のドラッグ」の名前だった…

## 登場人物
※キャストはドラマCD版・OVA版共通のもの。

### 関東信越厚生局麻薬取締部

#### 捜査一課
国内外の事件をオールマイティに扱う。
衛藤 快（エトウ カイ）
声：福山潤
主人公の一人。一課の新人捜査官。いわゆる「天然」キャラに加え情に脆く、組んで捜査をすることの多いハルにしょっちゅう怒鳴られている。童顔のためか、おとり捜査や潜入捜査の際に女装を強いられることが多い（本人は嫌がっている）。普段はおっとりとして暴力を嫌うが、極度の痛みや恐怖に襲われると人格が変わったようになり、驚異的な戦闘能力を発揮して平気で相手を殺そうとする。16年前、何らかの原因でそれまでの記憶を失い、未だに戻っていない（彼自身は「交通事故のため」と聞かされている）。記憶喪失は"switch"と関連しているらしく龍玄は彼を「"switch"の鍵」と呼び、記憶を取り戻させようとしている。私生活にも謎が多く、手作り弁当を持ってくるなど、少なくとも母親とは同居していることをうかがわせるが、ガサ入れのときはなぜか必ず寝坊して遅刻する。カジュアルな服装が多い。168cm。2月20日生まれの22歳。
倉林 春（クラバヤシ ハル）
声：櫻井孝宏
主人公の一人。一課の新人捜査官にして、抱かれたい麻取NO.1。巧みな話術と整った顔立ちで女性の扱いは超一級。ただし女にはあまり興味がない様子。頭の回転が速く一見冷静沈着だが、痛いところを突かれると感情的になりやすい。カイを「役立たず」と呼び、しょっちゅう馬鹿にしているが、いざというときは体を張って守る。幼い頃に母親を事故で亡くし、直後に父親も姿を消した。父親の失踪に"switch"が関連していると考え、真相を知るために麻取になったと思われる（警察は嫌いらしい）。"switch"に固執し、証拠品をくすねたり、プライベートで捜査したりしている。それが元で龍玄の左腕に殺されかけたり、殺人の疑いをかけられたりした。カイが「"switch"の鍵」であることに気付いている。視力は右1.0左1.2で、眼鏡は度なし。スーツなどかちっとした服装を好む。ヘビースモーカー。雨が苦手。178cm。23歳。
梶山 慶護（カジヤマ ケイゴ）
声：中井和哉
捜査一課の課長。比企とは同期。直情型の熱血漢で、合理的な比企とは捜査手法をめぐってたびたび衝突するが、互いに一定の信頼を置いている。成田とも新人の頃からの付き合いで、何度も事件を横取りされたため「商売敵」と呼んで対抗心を燃やしている。32歳。
比企 真孝（ヒキ マサタカ）
声：諏訪部順一
関東信越厚生局麻薬取締部の若部長。梶山と同期だが、キャリアのため今は上司。笑顔を絶やさず、一見穏やかで優しそうだが、組織壊滅のため末端の売人を見殺しにしたり、梶山も含めた部下を「駒」として使ったりと、冷酷で抜け目のない一面を持っている。警察の上層部をはじめ、ありとあらゆる場所に怪しげなコネクションを持ち、捜査に活用している「闇コネの帝王」。捜査課、情報課、鑑定課を含めた麻薬取締部全体を管轄するが、デスクは捜査一課の部屋にある（そのため一課の捜査指揮は事実上彼が取っており、梶山の影が薄くなっている）。32歳。

#### 捜査二課
外国関連の事案に特化した別名「国際課」。ほとんどの捜査官は語学に堪能で、武術の心得のある者も多い。
篠原 範華（シノハラ ノリカ）
二課長で男性。合気道の師範代で「武闘派」と呼ばれる強者揃いの二課の中でもダントツに強い。そのくせ極度の貧血症で、鉄分が不足するとすぐ倒れる。やや時代がかった言葉遣い（「皆は息災か？」など）と独特の空気感で無意味に場を和ます。カイの名字を"阿藤"と勘違いしている。
朝倉 晃司（アサクラ コウジ）
二課次長。格闘技系の大会を総ナメにする実力の持ち主で、得物の警棒を手にすると拳銃より危険。強面だが面倒見はよく、範華の体調管理は栄養士の資格を持つ彼の役目。長い金髪をところどころ三つ編みにしている。
磯辺 洋平（イソベ ヨウヘイ）
二課の捜査官。四国厚生局から異動してきた直後に比企の命令で麻取の内部調査を担当し、露木を「内通者」と見抜いた。その後龍玄の担当に。特技は今のところ不明だが、土佐弁はとりあえず見事。29歳。
風見 純臣（カザミ ジュンシン）
二課の捜査官。飄々としているが、ボクシングの学生チャンピオンで、流暢に英語を話す典型的な二課捜査官。磯部が赴任してからはコンビを組んでいて「ちっさいオヤジ」と呼んで親しんでいる。
黒田 綾香（クロダ アヤカ）
二課の捜査官。天才的な変身術とメイク技術でおとり捜査や潜入捜査にあたり、二課の「カメレオン」と呼ばれる。本人曰く素手では弱いが、手近にあるものを凶器として使う。
新堂 賢介（シンドウ ケンスケ）
二課の捜査官。ハーフ。日本人ばなれした外見と語学力を活かし、綾香と組んで潜入捜査をすることが多い。ただし戦闘能力ゼロ。

#### 情報課
外部から提供された膨大な情報を精査し、確度の高いものを捜査課にまわす。関東信越厚生局麻薬取締部と外部とをつなぐ窓口として、時には広報対応もする。課長以下4人で多岐にわたる仕事をこなすため、慢性的な人手不足に悩む。
三好 誠治（ミヨシ セイジ）
情報課の捜査官。主に電話対応を担当。大半の事件は彼の席から始まる。寄せられた情報の信用性を巡ってたびたび威武と衝突している。成果があがらないと仕事と認めてもらえないため、有給まで取って個人的に「捜査」することも。
威武 雅実（イブ マサミ）
声：東地宏樹
自称「情報課のエース」。自信家でもあるが、実際コンピュータ関連と暗号解読に精通しているもよう。龍玄の運び屋から押収したマイクロチップの解読を行い、最初に"switch"という言葉を導き出した。左目の下に2つホクロがある。
立花 美佳（タチバナ ミカ）
声：小林沙苗
情報課の捜査官。三好とともに電話対応などをしている。マリの恋路を応援して（半分は面白がって）いる。23歳。
桂木
情報課の課長。マスコミ取材も受ける関東信越厚生局麻薬取締部の「顔」だが、外出時はサングラスをかけるため超怖い。課に戻ってサングラスを取ると案外にこやかなおじさん。42歳。

#### 薬物鑑定課
捜査課から独立し、公正中立な立場で薬物の鑑定を行う。
葛井 茉莉（クズイ マリ）
声：浅野まゆみ
薬物鑑定官。東京国立薬科大を首席で卒業したエキスパート。マリファナなど一部のドラッグは匂いだけで所持している人間を判別できる。加えて容姿もモデル並みだが、ファッションセンスはややズレている。好きなものは「小さくて可愛いもの」（麻薬もこれに含まれるらしい）。カイにかなり熱烈な片思い中。身長175cmで、ヒールを履くとハルより高い。

#### 横浜分室
関東信越厚生局麻薬取締部の分室で、横浜税関、神奈川県薬務課などとともに国外から密輸されてくる薬物を水際で食い止める役割も担う。ここも慢性的な人手不足で、目黒本部から応援を受けることも。
武井 光基（タケイ ミツキ）
声：森田成一
横浜分室の捜査官。潜入捜査でカイとともに高校生役を務めあげた。密輸担当なのか、税関の柴と行動をともにすることが多い。露木を加えた3人で龍玄の捜査中、爆発に巻き込まれ重傷を負った。
郷田 竜仁（ゴウダ リュウジン）
横浜分室の室長。親分肌で責任感が強く、部下の単独行動は許さない。
露木 慎吾（ツユキ シンゴ）
元横浜分室の捜査官。龍玄の内通者として捜査情報を流す見返りに、用済みになった関係者を逮捕しては手柄を挙げ、麻薬や現金も得ていた。泳がせ捜査中の麻薬を爆弾にすり替えて武井に重傷を負わせた。磯部に正体を見破られ、逮捕された。

### 横浜税関
柴 俊樹（シバ トシキ）
声：伊藤健太郎
横浜税関の職員。薬物の密輸取締の担当で、横浜分室とは密接な協力関係にある。爆発事件の後また仲間が傷つくのが嫌で龍玄の情報屋になった。特に武井のことは組織の枠を超えた「相棒」と思っている。女好き。

### 警視庁 組織対策部五課
成田 秋宗（ナリタ アキムネ）
声：小杉十郎太
警視庁の警視。暴力団関連の事件を扱う組織対策部の中でも薬物・銃器を専門とする五課の課長として、麻取とは時に協力し、時に競合する微妙な関係にある。薬物犯罪に対しては現在の担当という以上の執着があるらしく、キャリアでありながら所轄で単独捜査までして売人や中毒者を検挙していた（そのためか、すでに10年以上警視の座に甘んじている）。以前は目黒署に勤務しており、たびたび麻取の目の前で事件をさらっていくため、ハルや梶山に「商売敵」として疎まれていた（その業績を買われて現在の地位についた）。趣味はガサ入れ。「衛藤快」という名の子供を知っているが、カイがかつてのその子供とは思っていない。口元に古い傷跡があり、カイが幼少で裏の人格の時に傷つけられた。カイとハルが麻取になる少し前からヒゲを伸ばし始めた。部下に「アキさん」と呼ばれる。38歳独身。

### 主な密売組織・売人
龍玄 （りゅうげん）
中国を拠点とする巨大な麻薬密売組織。幹部が逮捕され、一度は日本から撤退したが、最近になって若いトップが立ったらしく、再び日本で活動をはじめた。トップである「龍玄」の正体は全くの謎。"DS"や"DD"と呼ばれるオリジナルの覚醒剤を開発し、目黒を拠点に手広く売りさばく。完全実力主義で、構成員は自分が使っている「名前」でいかにクスリを売ったかで組織内の立場が決まる。構成員は全員、身体のどこかに玄（くろ）い龍の入れ墨があり、その位置や大きさでだいたいの地位が分かる。また、構成員以下の「奴隷」は、入れ墨ではなく焼き印を押されている。16年前の"switch"の事件に何らかの関わりがあり、"鍵"を握るカイとハルを執拗につけ狙う。
左腕/沢木
声：神奈延年
龍玄のNo.3。しかし、実はトップだった。左腕に一面、黒い龍の入れ墨がある。姿や身分を自在に変え、いくつもの「名前」を使い分けて大量のドラッグを売ることで、No.3の地位を手に入れたといわれる。"switch"を追うハルを牽制する一方、カイの記憶を取り戻すための切り札として利用する。「右腕」として露木に指示を出しており、その際には長髪で右腕全体に黒い龍の入れ墨をした姿をして、アカハの代わりをしていた。
右腕/アカハ
声：杉田智和
龍玄のNo.2とみられる少年。記憶喪失を装ってカイに近づき、「16年前の状況」を再現して"switch"の鍵であるカイの記憶を取り戻そうとした。「捕まらせるくらいなら仲間であっても証拠は残さない」がポリシー。右腕一面に彫られた龍の入れ墨は赤で、肉体的な興奮時だけ浮かび上がって見える。自ら「龍玄の右腕」と名乗り、左腕のことを「左腕さん」と呼んでいるため、彼が本来の「右腕」と思われるが、それがドラッグの売り上げでNo.3を上回っているからなのかどうかは不明。「左腕」に対し「僕はあんたの物」と発言していること、「左腕」は彼のことを「俺のモトで唯一生きるに値する者」と評していることからして、2人が単純な上下関係にないことは明らか。
白井 響耶（シライ キョウヤ）
声：緑川光
モデル出身の超売れっ子俳優。"沢木"こと「左腕」の策略でDSの売人となり、自らも末期ガンの症状を抑えるため常用者となった。利用されていたことを知って単身「左腕」の元に乗り込み殺された。死んだ父親からの唯一の贈り物である腕時計を大事にしていた。

mp
高校生を中心に広まったドラッグおよび、それを製造販売するチームの名前。"mp"は覚醒剤に砂糖や水飴を加えて固めたタブレット状のドラッグで、カイ曰く「飴玉みたい」。実は"mp"という名前は"multiple personality(多重人格)"のもじりである。
大塚 郁（オオツカ イク）
声：石田彰
私立帝都学園高等部3年8組の生徒。常に学年トップクラスの優等生。男性。踏切で飛び込み自殺を図りハルに止められた。色仕掛けで化学教師の野木に覚醒剤を密造させて、"mp"に供給していた。科学者の父親に殴られた傷を隠すため、度のない眼鏡をかけていた。
父親は大手製薬会社に勤めて研究をしており、自宅で製品の動物実験をしていたことが深いトラウマとなっている。
キョウ
"mp"のリーダー。郁の双子の兄である響の死後、郁の中に生じた人格。青酸カリ入りの"mp"で大量殺人を計画していた。片目の眼帯と、黒いマニキュアが特徴。
金井 政司(カナイ マサシ)
声：水島大宙
私立帝都学園高等部3年8組の生徒。警察に補導されるという不始末を起こしたため、キョウらによりリンチの末殺害される。
野木(ノギ)
声：渋谷茂
私立帝都学園高等部の化学教師。mpのために覚醒剤を製造している。同性愛者であり、郁に手を出しているが、内心では郁に気をかける。
RED
"red"と呼ばれる覚醒剤の密売グループ。イラン人のブローカーから仕入れ、高校生を使って若い世代に売りさばき利益をあげていた。"red"は赤いパッケージや錠剤で売られる覚醒剤の総称で、安価だが粗悪品のため幻覚などの副作用が強い。
秋山 久都（アキヤマ ヒサト）
"red"の売人。高校3年生。硝輝の指示で忍田に近づいた。硝輝に心酔し「救世主」と呼んでいる。
笠原（三浦） 硝輝（カサハラ/ミウラ ショウキ）
"red"の売人。高校3年生。クラスメイトの久都らを使いドラッグを売る。「赤いイベント」の発案者でもあり、"RED"のブレーン的存在。"red"の名を一躍有名にした一家心中事件の唯一の生き残り。久都を「奴隷」と呼ぶ。
勝木 雅人（カツキ マサト）
"RED"のリーダー。硝輝の作ったシステムで利益をあげていたが、捜査の手が伸びてきたため忍田を利用して逃れようとした。
忍田 佑介（シノダ ユウスケ）
フリーライター。「SHINO」のペンネームで薬物の体験ルポなどを書く「ドラッグライター」として知られている。久都らに陥れられた。

### その他の売人・常用者
少年の父親
声 - かわのをとや
元プロボクサー。ライト級世界チャンピオンだったが、妻に先立たれて以降ろくに働かず売人に身を落とし、またチャンピオンになって欲しいとグローブを買う金を稼ぐ息子に虐待を働いていた。
摩耶(まや)
母親と暮らしている少女。母親の再婚相手から性的虐待を受け続け、その後できた恋人に渡された薬物に依存している。薬物の副作用として、寄生虫妄想が出ている。
伊藤 良雄(イトウ ヨシオ)
海外旅行中に薬物に手を出した男。薬物に手を出してから妻に家庭内暴力を振るい、娘に対しても異様な執着を見せる。悪徳探偵の小松こと水野 正(みずの ただし)に弱みを握られた挙句、質の悪い覚醒剤を供給されるようになり、一家から離婚時の慰謝料など多額の金を無心する計画に利用されている。
襲われた少女
カイが着任したての頃に出会った髪の長い少女。大量の薬物を注射して死に至らしめる「ドラッグリンチ」によって兄を失った柳沢 萌(やなぎさわ もえ)にナイフで襲いかかられたところ、カイに助けられるが、正体は彼女こそが「ドラッグリンチ」を行うチームのリーダーであり、その後萌をも「ドラッグリンチ」で殺害、激怒から変容したカイに鎮圧される。
冴木 魁童(サエキ カイドウ) / 神崎 聖斗(カンザキ セイト)
メジャーデビュー前のインディーズバンド「ブラック・フォール」のボーカル。他のメンバーの影響のもと薬物に手を出し、幼馴染の恋人である萌美に薬物常用を咎められ通報される。それ以降、ボーカリストとしての冴木魁童が本当の自分と思い込み、本名である神崎聖斗としての人格が時折暴走している。

## ドラマCD他
- switch_Drama CD
- switch_Drama CD 2 〜〜DS編〜〜
- switch_Drama CD 3 〜〜MP編〜〜
- switch_character song 1 〜衛藤 快〜
- switch_character song 2 〜比企 真孝〜
- switch_character song 3 〜梶山 慶護〜
- switch character song 4 〜倉林 春〜

## OVA
1. 2008年10月24日発売
2. 2009年2月25日発売

### スタッフ
- 原作・ストーリー原案・監修 - naked ape
- 監督・絵コンテ - 大平直樹
- 脚本監修 - 高橋ナツコ
- 構成・脚本 - 山口伸明
- キャラクターデザイン - 伊藤岳史
- 演出 - 大平直樹（第1巻）、登坂晋（第2巻）
- 作画監督 - 伊藤岳史（第1巻）、江原康之（第2巻）
- 総作画監督 - 伊藤岳史（第2巻）
- プロップデザイン - 高倉武史
- 美術監督 - 白石誠
- 美術設定 - 比留間崇、坂本竜
- 色彩設計 - 原田幸子
- 撮影監督 - 太田和亨
- 編集 - 田熊純
- 音楽 - 久保田修
- 音響監督 - 岩浪美和
- プロデューサー - 松永孝之、大森啓幸
- アニメーションプロデューサー - 丸山俊平
- アニメーション制作 - アクタス
- 製作 - Project switch（フロンティアワークス、ジェネオンエンタテインメント）

### 主題歌
オープニングテーマ「Find out」
作詞・作曲・歌 - MIRANOSAND / 編曲 - Blue on Blue、MIRANOSAND
エンディングテーマ「Your Hand」
作詞・作曲・歌 - MIRANOSAND / 編曲 - Blue on Blue、MIRANOSAND

## 舞台
2007年9月20日から23日にディファ有明にて公演された。脚本・演出は西田大輔。2008年3月19日にはDVDが発売されている。

### キャスト
- 衛藤快：真山明大
- 倉林春：久保田悠来
- 梶山慶護：窪寺昭
- 比企真孝他：村田雅和
- 葛井茉莉：藤倉幸子
- 磯部洋平：佐藤雄一
- 露木慎吾：谷口賢志
- 威武雅実：山崎雄介
- 立花美佳：建みさと
- 柴俊樹：古原靖久
- 三好誠治：若林誠
- 少年：篠谷聖
- 沢木：小田井涼平
- 黒沼：佐久間裕人
- 西崎：榊陽介
- 三島：遠藤雄幸